# Valkeinen (sjö i Saarijärvi, Mellersta Finland, 62,69 N, 24,52 Ö)
Valkeinen är en sjö i kommunen Saarijärvi i landskapet Mellersta Finland i Finland. Den är 3,2 meter djup. Arean är 36 hektar och strandlinjen är 3,65 kilometer lång. Sjön  ingår i Kumo älvs huvudavrinningsområde.   Den ligger omkring 80 kilometer nordväst om Jyväskylä och omkring 280 kilometer norr om Helsingfors. 